# Frank L. Hagaman
Frank Leslie Hagaman, född 1 juni 1894 i Bushnell, Illinois, död 23 juni 1966 i Kansas City, Kansas, var en amerikansk republikansk politiker. Han var Kansas viceguvernör 1947–1950 och guvernör 1950–1951.
Hagaman sårades i första världskriget och avlade 1921 juristexamen vid George Washington University. Han var en framgångsrik advokat.
Hagaman efterträdde 1947 Jess C. Denious som Kansas viceguvernör. Guvernör Frank Carlson avgick 1950 och efterträddes av Hagaman. Han efterträddes sedan 1951 av Edward F. Arn.
Hagaman avled 1966 i Kansas City i Kansas och gravsattes i Denver.